# كومفورت بيكر
كومفورت بيكر (بالإنجليزية: Comfort Baker) هي مُدرسة أمريكية، (ولدت في نيوبيرن في الولايات المتحدة 1869  م).